# Tom Moll
Karl Thomas (Tom) Moll, född 8 augusti 1853 i Stockholm, död 17 juli 1922 i Medevi, var en svensk skolman och läroboksförfattare. Han var bror till Victor Moll och sonsons sonsons son till den nederländske läkaren Johan Adam Moll, vars änka och son 1754 invandrade till Sverige.

## Biografi
Moll blev 1872 student vid Uppsala universitet, 1877 filosofie kandidat, 1887 filosofie licentiat och 1888 filosofie doktor på doktorsavhandlingen Bidrag till kännedom om urladdningen af Rhumkorffs induktorium (1887). Redan 1875 ingick han på lärarbanan som lärare vid Uppsala privata elementarläroverk, 1889 blev han vikarierande lektor vid Realläroverket på Norrmalm i Stockholm, 1892 lektor i fysik där och var 1905–1909 läroverksråd. Moll tog 1918 avsked från lektoratet.
Moll var under sin tid en ledande svensk pedagog inom fysik och naturvetenskap, som bland annat engagerade sig för laborativ undervisning i fysik och kemi. Moll var också en flitig läroboksförfattare, utgav en mängd uppsatser i pedagogiska ämnen och gjorde särskilt genom sin Lärobok i fysik (1897-1901; dess olika delar har utgått i 3:e-5:e upplagorna 1906-1908; en förkortad upplaga utgavs 1904-1906 och omtrycktes delvis 1906-1908) en stor insats för förbättrad undervisning vid de svenska läroverken, särskilt i fysik och närsläktade ämnen. Moll utgav även en mycket använd Lärobok i kemi (1914). Efter Molls död omarbetades hans fysikläroböcker i nya upplagor först av Ture Rudberg och sedan av dennes son Erik Rudberg. Kemiläroböckerna omarbetades av Lars Gunnar Starck.